# Dryopteris shibisanensis
Dryopteris shibisanensis är en träjonväxtart som beskrevs av Kurata. Dryopteris shibisanensis ingår i släktet Dryopteris och familjen Dryopteridaceae. Inga underarter finns listade.